# Битка на Дивину
Битка на Дивину, која се догодила 1876. године, претходила је чувеној Битки на Вучјем Долу, а недуго послије великог херцеговачког устанка Невесињска пушка. Она је била много мањих размјера и јачине у односу на бој који је претходио и бој који ће уступити неколико мјесеци касније. Остала је упамћена по значајном ударцу турској војсци пред одлучујућу Битку на Вучјем Долуи коначном обрачуну херцеговачких и турских снага. Вођа устанка био је Тодор Рупар са Дивина, он је предводио херцеговачке устанике против многобројније турске војске и нанијели су им велике губитке.

## Позадина
Након Невесињске пушке јасно је било да се мора наставити са борбом за слободу и коначно ослобођење Херцеговине од турског окупатора. Херцеговци су се окупили у збијегове на Дивину и пружили отпор знатно многобројнијој турској војсци да би је што више ослабили.

## Битка
Херцеговци су се окупили у збијегове на Дивину, а устанак је повео Тодор Рупар, локални старјешина. Том приликом су пружили отпор знатно многобројнијој турској војсци да би је што више ослабили. Јасно је било да се започета борба за слободу мора наставити. Погинуло је око 40 Херцеговаца, а турска војска је претрпјела значајне губитке.

## Последице
Ова битка је била наставак отпора и јасна порука да се од слободе не одустаје. Битка на Дивину је увертира у неколико мјесеци касније чувену Битку на Вучјем Долу, у којој су херцеговачка и црногорска војска потукле до ногу Турке.